# جوان شيخ (أوتش هاتشا)
جوان شیخ (بالفارسية: جوان‌شیخ) هي منطقة سكنية تقع في إيران في قسم أوتش هاتشا الریفي. يقدر عدد سكانها بـ 62 نسمة .